# Ludvík Čelanský
Ludvík Vítězslav Čelanský (connu également sous l'appellation francisée de Louis-Victor Célansky), né le 17 juillet 1870 à Vienne en Autriche et mort le 27 octobre 1931 à Prague, est un compositeur et chef d'orchestre tchécoslovaque.

## Biographie
Ludvík Čelanský était le fils de Jan Čelanský, maître de chapelle à Havlíčkův Brod. Il étudia à l'institut de formation des maîtres à Kutna Hora et fut enseignant pendant une année. Il étudia ensuite au conservatoire de Prague, où son professeur était Karel Stecker. En outre, il a fréquenté l'école de l'opéra Pivodová ainsi que l'école de formation théâtrale du Théâtre National de Prague.
Après ses études, il est devenu en 1895 le chef d'orchestre de l'opéra de Pilsen. Lors de la saison 1898/1899 il dirigea l'orchestre de l'Opera de Zagreb et la saison suivante, il dirigea l'orchestre du Théâtre national de Prague. En 1900, il participa à la création de l'opéra de Lviv en Pologne.
En 1901, il fut le premier chef d'orchestre à diriger l'orchestre philharmonique tchèque, le principal et le plus célèbre orchestre symphonique de la République tchèque, fondé en 1894 au Rudolfinum à Prague.
En 1903, il arrêta de diriger l'orchestre symphonique tchèque, et s'en retourna à Lviv où il fonda et dirigea l'orchestre symphonique de l'opéra de Lviv. Il fut également directeur des scènes de l'opéra à Cracovie et à Łódź. Au cours des deux années suivantes, il a été directeur de l'orchestre philharmonique de Kiev et de celui de Varsovie. En 1907, il est retourné à Prague et a fondé la scène de l'opéra dans le tout nouveau Théâtre de Vinohrady.
En 1909 il se rendit à Paris, où il est devenu le directeur de l'orchestre symphonique du théâtre l'Apollo. À la suite de l'excellente mise en scène de l'œuvre d'Offenbach, il a été nommé officier d'Académie.
Ludvík Čelanský passa ses dernières années à Prague, où il a travaillé comme professeur de musique.

## Œuvres
Opera
- Kamilla avec livret (1897)

Œuvres orchestrales

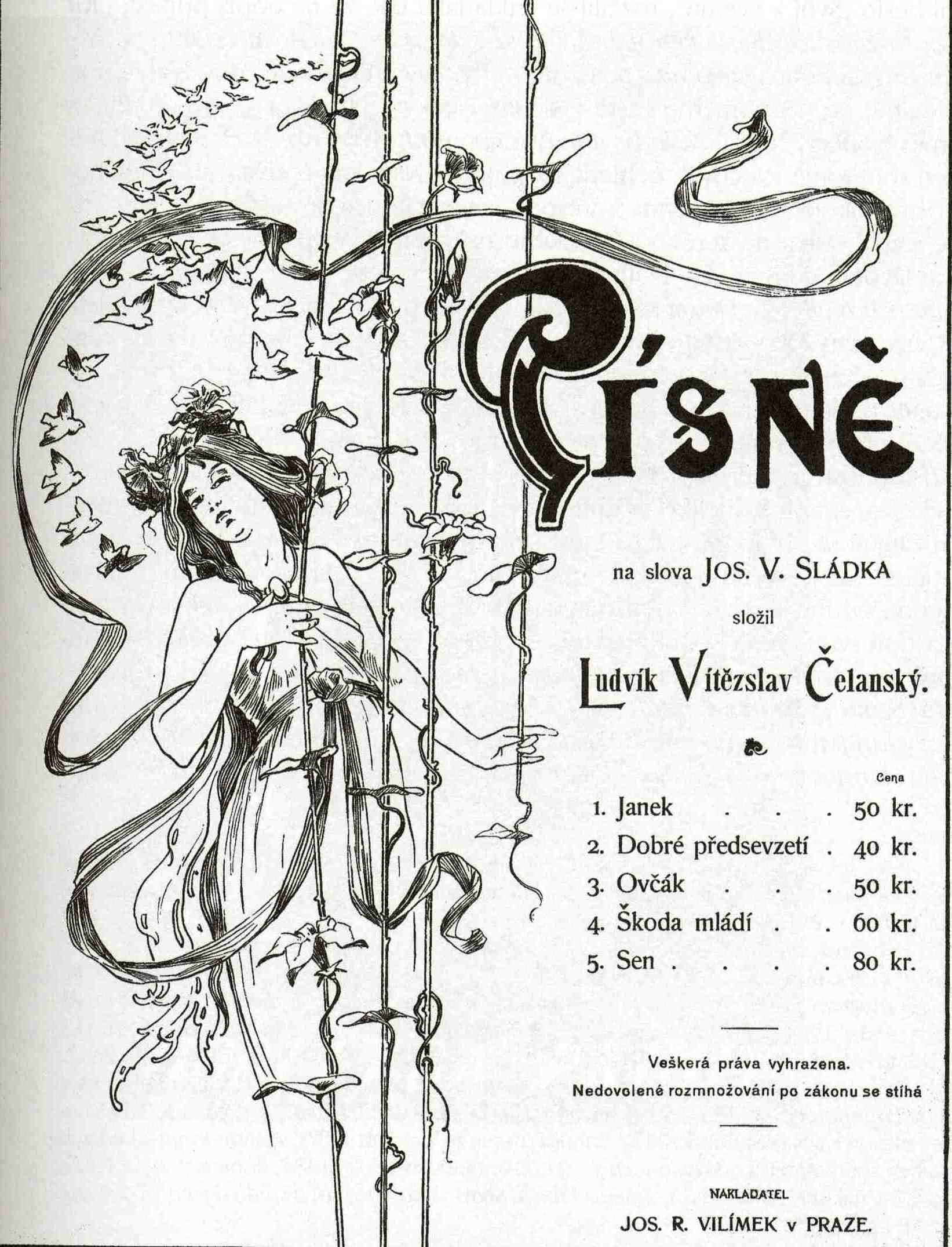
Recueil des chansons de Ludvík Čelanský.

- Premiéra na vsi - La première du Village (1900)
- Vzkříšení Polsky - Résurrection polonais (Ouverture - 1904)
- Symphonie "De ma vie" en cinq mouvements
- Duchovní vývoj člověka dle starého zákona - Le développement spirituel de l'homme selon la trilogie symphonique de l'Ancien Testament (Adam, Noé, Moïse - 1918)
- Hymnus slunci - Hymne du Soleil (Poème symphonique - 1919)

Chansons
- Humeurs (1895)
- Chansons mélancoliques sur Jaroslav Kvapil (1895)
- Dix chansons à paroles par Josef Vaclav Sladek et Karla Želenského (1896)
- Douze chansons à paroles de François d'Assise Walking (1902)
- Ukolébavka (Lullaby) pour voix et orchestre (1904)
- Píseň o matičce (Chanson de la mère)

Chœurs
- Vlast (Patrie)
- Srbské kolo (Ronde serbe)

Mélodrames
- Mendiant (1894)
- Patrie (1894)
- Ballade de l'âme par Jan Neruda (1895)
- Chanson tchèque (1902)
- Frères (1903)
- Les cloches (1903) - les mots d'Edgar Allan Poe

Musique sacrée
- Cinq chants spirituels (1916)
- Te Deum (1916)